# Ктесип
Ктесип је у грчкој митологији било име више личности.

## Етимологија
Име Ктесип има значење „поседник коња“.

## Митологија
- Према Аполодору и Диодору, био је син Херакла и Астидамије.[2][3]
- Према Аполодору и Паусанији, још један Хераклов син, кога је имао са Дејаниром. Био је Трасијаноров отац.[3]
- У Хомеровој „Одисеји“ се помиње Пенелопин просилац са овим именом. Аполодор их је помињао двојицу; једног са Саме и другог са Итаке.[4] Просиоца који се помиње у „Одисеји“ је убио Филетије. Он је био Политерсов син.[5] Описан је као човек коме није било страно безакоње.[6]